# Corydalis tarkiensis
Corydalis tarkiensis là một loài thực vật có hoa trong họ Anh túc. Loài này được Prokh. mô tả khoa học đầu tiên năm 1961.